# Stipa scribneri
Stipa scribneri är en gräsart som beskrevs av George Vasey. Stipa scribneri ingår i släktet fjädergrässläktet, och familjen gräs. Inga underarter finns listade i Catalogue of Life.